# BMW 7
BMW 7, или седьмая серия BMW — автомобили серии представительского класса. Начиная с 1977 года, было выпущено семь поколений этой серии. В 2022 году компания BMW представила новую BMW 7 в кузове G70. Основными конкурентами BMW 7 являются автомобили Mercedes-Benz S-класс, Audi A8, Lexus LS и Jaguar XJ.
В 2023 году компания BMW представила бронированную электрическую модель 7 серии. В седанах i7 Protection и его топливном аналоге 7 Series Protection используется специальная броня, она способна выдержать разного рода взрывы, а также соответствует уровню баллистической защиты VR9.

## I Поколение
Первый BMW 7-series в кузове E23 предстал перед общественностью в 1977 году. Его прародителем был крупный седан BMW New Six, у которого, кстати, «семерка» поначалу полностью позаимствовала моторную гамму. Под капотом роскошного автомобиля, позиционировавшего себя как конкурента Mercedes-Benz S-класс, располагались шестицилиндровые двигатели объемами 2,5-3,5 литра.
В 1980 году появилась версия с единственным турбомотором в линейке – 745i. Объем этого силового агрегата равнялся 3,2 литрам, а максимальная мощность составляла 252 л. с. Но и это не предел – для южноафриканского рынка существовала особая версия 745i с 286-сильным «атмосферником», правда, таких машин было выпущено всего чуть более двухсот. Помимо двигателя, покупателю нужно было выбрать трансмиссию – трех- или четырехступенчатый «автомат» или же четырех- или пятискоростную «механику».
Говоря об оснащении, можно смело сказать, что это был самый продвинутый БМВ. Здесь присутствовали такие передовые по тем временам функции, как бортовой компьютер, АБС, климат-контроль, подогревы зеркал и лобового стекла, напоминания о прохождении ТО, а в случае какой-либо неполадки на приборной панели загорался Check. Разумеется, в салоне люксового автомобиля не могло обойтись без качественной кожи и декоративных вставок из натурального дерева. Не забыли создатели «семерки» и о безопасности – для водителя была предусмотрена подушка безопасности, а дисковые тормоза для всех колес позволяли тяжелому седану в экстренных ситуациях быстро сбрасывать скорость. За 10 лет производства на свет появились около 290 000 BMW 7-series первого поколения.

## II Поколение
BMW E32 — второе поколение BMW 7-й серии. Автомобиль был представлен в сентябре 1986 года. Модель продемонстрировала все достижения BMW и задала новый курс для остальных производителей машин класса F.
Первой автолюбителям была предложена «семёрка» с 3.4-литровым двигателем BMW 735i. Рядный 6-цилиндровый двигатель M30 выдавал 218 л. с. (211 л. с. с каталитическим нейтрализатором). В этом же году появилась и удлинённая на 114 мм версия 735iL. Машина сильно отличалась от предшественницы. Приборы стали более удобными, панель приборов более эргономична. Отделка салона и культура производства были выведены на принципиально новый уровень.
В 1987 году были представлены версии 730i, 750i и 750iL. Машины с двигателями M30 3 и 3.4 литра комплектовались 4-ступенчатыми автоматическими трансмиссиями с ручным переключением передач. На машины с двигателем M70, который имел схему V12 ставили только трансмиссию с электрогидравлическим управлением. Версия 750i/iL стала первым БМВ на который установили электронный ограничитель скорости в 250 км/ч.
Объём топливного бака в зависимости от комплектации мог составлять 90 или 102 литра. Объём багажника — 500 литров. Он очень большой по площади и не слишком большой по высоте. Существенным недостатком является большая погрузочная высота, выше уровня задних фонарей. В связи с этим дотянуться до задней стенки багажника весьма непросто. Такая схема впоследствии больше не применялась.
Новая модель отличалась высоким качеством сборки. Благодаря этому и высокотехнологичным двигателям в салоне не было слышно шума.
В марте 1992 года был проведен небольшой рестайлинг. В основном это были изменения в отделке салона (дерево инкрустированное другой породой, деревянная передняя пепельница и слегка другой пошив кожаных сидений), а самое главное — гамма двигателей была дополнена двумя двигателями V8 объёмом 3 и 4 литра, которые агрегатировались с 5-ступенчатыми автоматическими трансмиссиями или 5-ступенчатой механической коробкой (только 3 литра). Версия 735i была снята с производства, в то время, как модель 730i выпускалась как с двигателем V8, так и со старой рядной шестёркой вплоть до окончания производства серии E32. Это было продиктовано идентичными показателями для нового, более технологичного двигателя M60 3 литра в сравнении со старым двигателем M30B34. Внешне новые машины с V8 отличались широкими «ноздрями» (аналогично версии 750i/iL), а также слегка измененными передними бамперами (в нижней части). Шестицилиндровая версия 730i внешне не изменилась.
По желанию заказчика любой автомобиль, кроме базовой комплектации, мог быть дооснащён любым количеством дополнительных опций. Были доступны различные варианты отделки салона: 1 вариант отделки тканью различных цветов, 1 вариант отделки велюром различных цветов, а также 2 варианта сортов кожи: мягкая (Nappa), а также толстая полуанилиновая кожа индийского водяного буйвола арни (Water Buffalo) всевозможных цветов. Кожаная отделка могла быть как частичной (сидения, подлокотники), так и полной (включая дверные панели, ручки, бардачки и центральные консоли). Деревянная отделка салона также могла быть двух типов — стандартная (Bubinga) и т. н. «исполнение из ценных пород дерева» (Nussbaum — корень ореха). Так же были доступны различные опции, расширяющие функциональность автомобиля и комфорт при вождении
На момент выхода на рынок Германии стоимость базового седана 730i составляла 57 000 DM, а 735i — около 75 000 DM. Вышедшая в 1987 году флагманская удлиненная 750iL стоила около 130 000 DM.
В целом автомобиль получился крайне удачным и инновационным и даже революционным. Настоящий флагман компании, сосредоточение новейших разработок и технологий, которые нашли своё применение и развитие во всех последующих моделях марки BMW. Одна из самых удачных моделей концерна Е34 фактически являлась упрощенной и удешевленной версией Е32 с меньшими габаритами. Многие элементы подвески, двигателя, а также некоторые части салона взаимозаменяемы.

## III Поколение
BMW 7-й серии (E38) — третье поколение автомобилей 7-й серии, выпускавшихся с 1994 по 2001 год немецким автопроизводителем BMW. Наряду с бензиновыми двигателями, впервые в истории фирмы на автомобили класса люкс стали устанавливать дизельные моторы. Помимо моделей с удлинённой колёсной базой и версий со специальной защитой[en], выпускался также лимузин. Всего было изготовлено 327,6 тыс. автомобилей.
Летом 1994 года были представлены первые модели серии: 730i и за доплату в 10 000 марок — её версия с удлинённой колёсной базой 730iL, модель 740i и за доплату в 15 000 марок — её удлинённая версия 740iL, все
с восьмицилиндровыми моторами и модели с двенадцатицилиндровый двигателем, 750i с, за доплату в 20 000 марок — удлинённой версией 750iL.
Осенью 1995 года была представлена модель 728i и её удлинённая версия 728iL с шестицилиндровым двигателем. Весной 1996 года модель 735i со своей удлинённой версией 735iL с новым восьмицилиндровым двигателем заменили модель 730i (730iL). Новый восьмицилиндровый мотор также стали устанавливать на самую успешную модель серии 740i (740iL).
В 1996 году была представлена модель 725tds, первая модель с дизельным двигателем среди автомобилей класса люкс[en] фирмы. За ней в 1998 году последовала модель 730d, также с шестицилиндровым дизелем, и ещё одна дизельная модель 740d с новым восьмицилиндровым мотором в 1999 году.
В 1997 году стартовало производство огромного лимузина L7 длиной почти 5,4 метра, созданного на базе модели 750iL и использовавшего такой же двенадцатицилиндровый двигатель.
В 1998 году все модели получили небольшое обновление внешнего вида. Новые фары подчёркнуты «волной» снизу, как на автомобилях новой 3-й серии. Так передок больше похож на типичный для автомобилей BMW четырёхфарный. Указатели поворотов по краям стали чуть уже, «ноздри» не изменились, но решётка внутри них стала более выпуклой. Сзади в качестве опции появилась хромированная накладка на крышку багажника над номерным знаком, а также изменились задние фонари. В дорестайлинге фонари были из пластика, а в рестайлинге из стекла. Салон менялся на протяжении всего производства: в 1996 году в качестве опции появился монитор 4:3 с навигацией, в том же году немного изменились органы управления сидением; в 1998 году изменилась кнопка центрального замка, в качестве опции появился спортивный 3-спицевый руль, также появился массаж передних сидений; в конце 1999 года вместо монитора 4:3 появился монитор 16:9 с новой навигацией.
Появились подсвечивающиеся ручки дверей. Как только автомобиль отпирался с брелока, миниатюрные лампочки загорались во всех четырёх дверных ручках, дополнительно освещая пространство под ногами. В салоне теперь использовались новые материалы отделки, вместо радиотелефона, можно было заказать сотовый телефон, подключённый к информационной системе автомобиля и управляемый прямо с руля. Автомобиль стандартно стали оборудовать десятью подушками безопасности.
Также в 2000 году произошли небольшие изменения (лёгкие изменения пепельницы, дерево инкрустированное слегка другой породой и небольшое улучшение двигателей), сам автомобиль не потерпел обновлений.

## IV Поколение
BMW E65/E66 — заводской индекс кузова 7-й серии BMW, выпускавшегося с 2001 по 2008 год. За семь лет было произведено примерно 330 000 машин. В 1997 году Крис Бэнгл провёл встречу с дизайнерами экстерьера из DesignworksUSA, где озвучил своё видение нового автомобиля. Он использовал такие выражения, как "рывок в дизайне" и "топовый продукт". В итоге было отобрано 12 эскизов для масштабных моделей, из которых оставили лишь пять. К окончанию конкурса было подготовлено три полноразмерных пластилиновых макета. Победу одержала работа Адриана ван Хойдонка.
Презентация автомобиля состоялась в исследовательском центре FIZ в Мюнхене за два месяца до официальной премьеры на автосалоне 2001 года во Франкфурте-на-Майне. Журнал «Тайм» назвал его одним из 50 худших автомобилей всех времён, тем не менее, он стал самым продаваемым BMW 7-й серии за весь период производства.
На старте продаж, в ноябре 2001 года, были доступны только модели с двигателями 735i и 745i. В апреле 2002 года появились модели с увеличенной на 140 мм колёсной базой — 735Li и 745Li. Несколько месяцев спустя, линейку двигателей дополнили дизельными вариантами — 730d и 740d. Весной 2003 года появилось ещё две модели — 730i и 760i.
BMW 7-й серии, кроме технологических новинок прошлого, обзавелась и новыми системами, среди которых можно отметить Valvetronic, систему, регулирующую ход впускных клапанов. Её использование позволило снизить потребление топлива и токсичность отработанных газов; повысить динамические характеристики.
Все силовые агрегаты оснащались шестиступенчатыми АКПП фирмы ZF, которые появились на серийных автомобилях впервые в мире. Управление режимами (автоматический режим, задний ход, паркинг, нейтраль) коробки передач осуществлялось с помощью рычага, расположенного под рулём. Также присутствовала возможность переключения передач вручную, используя клавиши на рулевом колесе.
Для отделки салона автомобиля использовалась чёрная вишня или ясень. Сиденья передних пассажиров оснащались электрическим приводом. Опционально были доступны сиденья повышенной комфортности (они имели дополнительные регулировки: подколенная опора, поясничная опора, ширина спинки, плечевая опора, высота подголовника) или спортивные сиденья (дополнительные регулировки: подколенная опора, высота подголовника). Кроме того и задние и передние сиденья могли иметь обогрев, вентиляцию и массаж. В качестве обшивки предлагалось несколько вариантов кожи и велюр.
Безопасность пассажиров при столкновении обеспечивали шесть подушек безопасности (фронтальные подушки безопасности водителя и переднего пассажира, а также передние и задние боковые подушки безопасности). Имелась возможность установки дополнительных передних и задних головных подушек безопасности. У автомобиля отсутствует стояночный тормоз в традиционном его понимании — нет ни рычага на центральной консоли, ни педали. Стояночный тормоз активируется нажатием специальной кнопки на панели приборов. Такой тормоз способен остановить автомобиль в случае отказа основной тормозной системы.
В 2005 году BMW пережила рестайлинг. Изменения носили комплексный характер и коснулись не только внешнего вида автомобиля, но и технической составляющей.
В передней части автомобиля переработали дизайн фар, бампера и решётки радиатора. Задняя кромка капота была приподнята на 20 мм. В задней части кузова, на изменённой крышке багажника, появились дополнительные фонари. Стоп-сигналы стали адаптивными (их яркость зависит от интенсивности торможения), а колея задних колёс увеличилась на 14 мм. Главным новшеством в интерьере можно назвать переработанную систему iDrive. Изменилась форма контроллера и появилась клавиша «menu», нажатие которой вызывает главную страницу меню. Также изменился крой сидений, а органы управления на передней панели получили хромированную окантовку. Новая мультимедиа-система кроме DVD-дисков и телепрограмм позволяет смотреть и цифровое телевидение (DVB-T). Чёрную вишню в отделке заменил американский орех.
Вся линейка двигателей, за исключением 760i, подверглась модернизации. Моторы 745i и 735i уступили место 750i и 740i соответственно, а дизельный 745d заменил 740d. В сентябре 2005 года появилась первая удлинённая версия с дизельным двигателем — 730Ld.

## V Поколение
BMW F01/F02 — заводской индекс кузова пятого поколения 7-й серии BMW, выпускаемой с 2008 по 2015 год. Презентация автомобиля состоялась на Парижском автосалоне в октябре 2008 года.
BMW F01/02 выпускается в задне- и полноприводном исполнениях, с рядом бензиновых и дизельным двигателем. Существует версия Long с увеличенной колёсной базой, а также В 2010 году на базе современной BMW 7 series начался выпуск гибридного представительского седана BMW ActiveHybrid 7. Коробка переключения передач только автоматическая, 6- или 8-ступенчатая. Последняя ставилась только на версии 760Li и ActiveHybrid 7 в дорестайлинге, а после рестайлинга с 2013 года все модели оснащались 8-ступенчатой АКПП. Также существует мелкосерийная модификация High Security, оснащённая бронированными кузовными панелями и пуленепробиваемыми стёклами. Этот автомобиль соответствует классу защиты VR7 и выполняет некоторые требования класса VR9. В ограниченных количествах выпускается битопливный вариант (бензин/жидкий водород) BMW Hydrogen 7.
В BMW F01/02 некоторые детали ходовой части изготовлены из алюминия, это позволило добиться большей точности рулевого управления. В седьмой серии для всех моделей машин стали использовать стоп-сигналы двухступенчатого действия. Все модели в базовой комплектации оборудованы новыми ксеноновыми фарами с омывателями. В качестве дополнительного оборудования на машины этой серии могут быть установлены адаптивные поворотные фары. С 2013 года впервые опционально появились светодиодные адаптивные Led фары с автоматическим включением и выключением дальнего света. Новая платформа F01/02 позволила впервые на 7-й серии установить систему полного привода X-drive, а также заднюю ось с подруливающими колесами.
К отличительным от предыдущих поколений BMW 7 особенностям внешности серии F01/02 можно отнести следующие элементы: в передней части появился оригинальный выступ на капоте, на панели крышки багажника установлена хромированная планка. По сравнению с более ранними моделями в этой серии также изменились передние и задние фары и фартуки. Другой интересный момент — белые стекла указателей поворота.
Версии и модификации:
- F01 - базовая модификация.730D 730I
- F02 - модификация с увеличенной на 140 мм колёсной базой.
- F03 (High Security) - защищённая версия автомобиля. Оснащена стёклами с уровнем защиты от пуль VR7 и кузовными панелями с уровнем защиты – VR9. Производится с 2009 года.
- F04 (ActiveHybrid7) - гибридная версия. Оснащается бензиновым двигателем объёмом 4,4 л и электромотором. Производится с 2010 года.
- Alpina B7 - двигатель объёмом 4,4 л оснащён двумя турбинами. Собирается в городе Бухлоэ вручную. Производится с 2010 года.
- В 2011-м году к свадьбе принца Монако Альберта Второго была выпущена специальная серия из 200 автомобилей, окрашиваемых исключительно в чёрный цвет.

## VI Поколение
BMW G11/G12 — заводской индекс кузова шестого поколения 7-й серии BMW, выпускаемой с 2015 года. Презентация автомобиля состоялась 10 июня 2015 года в Мюнхене. По сравнению с предшественником седан вырос в размере, но потерял в весе за счёт применения композитных материалов при изготовлении кузова. Система iDrive обзавелась сенсорным дисплеем, способным распознавать жесты. Одной из уникальных особенностей автомобиля является система автоматической парковки, с помощью которой BMW способен заехать в гараж без участия водителя. В качестве дополнительных опций заявлены лазерные фары, панорамная крыша, а также климатическая система с возможностью ионизации и ароматизации воздуха. Шестое поколение BMW 7-й серии — это первый серийный автомобиль, построенный на модульной платформе CLAR (classical architecture, или cluster architecture).
Одной из особенностей, продемонстрированных в G11 7-й серии, было использование в производстве конструкции автомобиля композитных материалов из карбона для дополнительной прочности и жесткости, а также для уменьшения веса. G11 также представляет собой последний серийный BMW с двигателем V12, отправляя сей мотор в историю вместе с «Final V12» M760i xDrive, предлагаемым исключительно клиентам с установленной историей владения двигателем V12.
По сути, если F01 начал его, G11 завершил его и улучшил. А вот новинка ALPINA B7 предлагает 600 лошадиных сил и максимальную скорость в 330 км/ч. В ассортименте 6-го поколения BMW 7 серии, помимо бензиновых и дизельных моторов, есть авто с гибридным приводом. Производство G11 и G12 завершается в 2022 году.

## VII Поколение
BMW G70/G71 — заводской индекс кузова седьмого поколения 7-й серии BMW, выпускаемой с 2022 года. Презентация автомобиля состоялась 20 апреля 2022 года.
В очередном воплощении «семерка» сохранила характерный для нее классический трехобъемный силуэт с длинным горизонтальным капотом, коротким передним свесом и смещенной назад кабиной. Однако у представительского BMW никогда не было настолько минималистичной пластики боковин — горизонтальные подштамповки сделаны ненавязчивыми и практически не придающими формам характера или динамики. Дверные ручки во имя лучшей обтекаемости выполнены выдвижными. Характерная конфигурация остекления с «изгибом Хофмайстера» выделена «жирным» хромированным кантом, окончание которого установлено на заднем крыле и не является частью двери — технологически и визуально сложное решение.
При виде в профиль новинка не выглядит революционно, другое дело — спереди: огромные ноздри решетки радиатора и чудаковатое двухъярусное оформление фар — блоки ближнего и дальнего света в бампере, над ними — зауженные полосы дневных ходовых огней, габаритов и указателей поворота. Сложная «скульптурная» композиция переднего бампера заставляет задержать на нем взгляд. По оформлению фронтальной части G70/G71 перекликается с другими BMW последней волны, но ближе всего к рестайлинговому кроссоверу X7.
При разработке новой 7-Series/i7 немецкая компания решила оптимизировать расходы и не распыляться на создание двух кузовных версий — стандартной и удлиненной. G70/G71 будет предлагаться в одном варианте, который чуть крупнее удлиненной 7-Series уходящей генерации G11 / G12. Габаритные длина, ширина и высота новинки составляют 5391, 1950 и 1544 мм соответственно, колесная база — 3215 мм, то есть относительно нынешней 7-Series Long новинка от носа до хвоста больше на 123 мм, по расстоянию между осями колес — на 5 мм. В ширину машина прибавила 48 мм, в высоту — 65 мм.
Салон спроектировали по принципам «скандинавского дизайна», то есть он тоже минималистичный. Передняя панель имеет нарочито упрощенную горизонтальную архитектуру, которая должна вызывать ассоциации с офисными интерьерами. В деталях салон очень тонко проработан — обратите внимание на массивные вставки из натурального дерева или LED-полосу, разделяющую панель на верх и низ, скрывающую дефлекторы вентиляции и светящуюся в фоновом режиме. Цифровая комбинация приборов диагональю 12,3 дюйма и экран медиасистемы размерностью 14,9 дюйма выполнены в цельном блоке планшетного типа и накрыты цельным стеклом. Обивка сидений комбинированная — из натуральной кожи и шерстяной ткани! В стандартное оснащение новой 7-Series входит система автопилота третьего уровня по классификации SAE — это «условная автоматизация», то есть от водителя не требуется немедленной реакции. Он может, например, писать сообщения или смотреть фильм. Система сама управляет автомобилем и даже умеет экстренно тормозить. Но от человека необходима готовность вмешаться в течение какого-то ограниченного времени, определенного производителем. Всего классов автопилота шесть (включая нулевой). В списке опций есть неожиданные позиции — подсветка решетки радиатора и кристаллы Swarovski в дневных ходовых огнях. При этом в новом поколении не будет опциональных лазерных фар, которыми может похвастать машина уходящего образца. Ближний и дальний свет на новой «семерке» — только на LED-элементах, «лазер» себя исчерпал, говорят в BMW. Для заднего ряда можно заказать пакет Executive Lounge, предполагающий особо комфортное место с поддержкой голеней и автоматическим складыванием переднего пассажирского сиденья для максимального простора. Также за дополнительную плату BMW предлагает задним пассажирам медиамонитор невероятной ширины с диагональю 31,3 дюйма. Он имеет разрешение восемь тысяч пикселей и интегрирован с интернет-телевидением Amazon TV. Новая 7-Series первый год будет производиться в пяти версиях — i7, 740i, 760i xDrive, 740d xDrive и M760e xDrive. «Электросемерка» имеет два мотора, по одному на ось, их комбинированная мощность достигает 400 кВт (544 л.с.), крутящий момент — 744 Нм. Привод — постоянный полный, двигатели питает тяговая батарея емкостью 101,7 кВт*ч. С места до 100 км/ч машина разгоняется за 4,5 секунды, ее максимальная скорость ограничена на уровне 238 км/ч.
740i и 760i xDrive не будут предлагаться в Евросоюзе, они предназначены для Северной Америки, Ближнего Востока и Китая. 740i — единственная заднеприводная модификация. Она оснащена 3,0-литровым бензиновым битурбомотором мощностью 375 л.с. и крутящим моментом 519 Нм. Машина также оборудована 48-вольтовым стартер-генератором, который на разгоне добавляет 20 Нм тяги. Коробка передач 8-ступенчатая автоматическая. С места до 100 км/ч 740i разгоняется за 5,0 секунды.760i xDrive оборудован 4,4-литровым битурбированным V8, который также сочетается с 48-вольтовым стартер-генератором и 8-диапазонной АКП. Мощность двигателя составляет 536 л.с., крутящий момент — 750 Нм. Разгон 0-100 км/ч занимает 4,2 секунды.
Для Евросоюза помимо i7 предназначены 740d xDrive с 3,0-литровым турбодизелем мощностью 300 л.с. и моментом 760 Нм, а также подзаряжаемый гибрид M760e xDrive, в котором силовая установка выдает 571 л.с. и 800 Нм. Гибридная система построена «вокруг» 3,0-литрового бензинового турбомотора и предоставляет возможность подзарядки батареи от внешней сети, благодаря этому расход бензина составляет лишь 1,2 л/100 км.

## Награды
Лучший автомобиль 2023 года в Представительском классе. Россия

## Продажи
| Год  | Продано BMW 7 Series, шт. |
| ---- | ------------------------- |
| 2015 | 887                       |
| 2016 | 1315                      |
| 2017 | 1230                      |
| 2018 | 1340                      |
| 2019 | 1149                      |
| 2020 | 855                       |

## Галерея

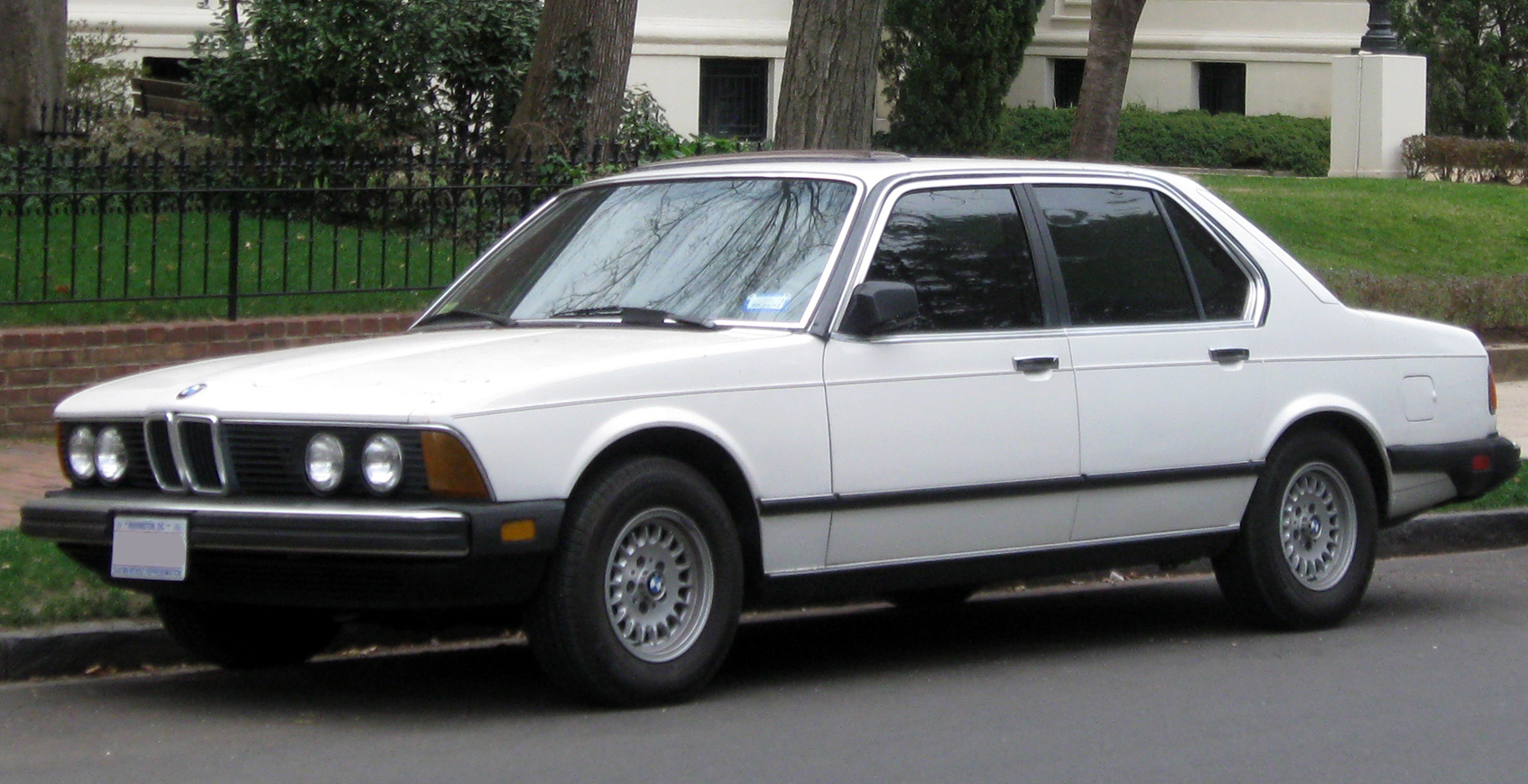
BMW E23
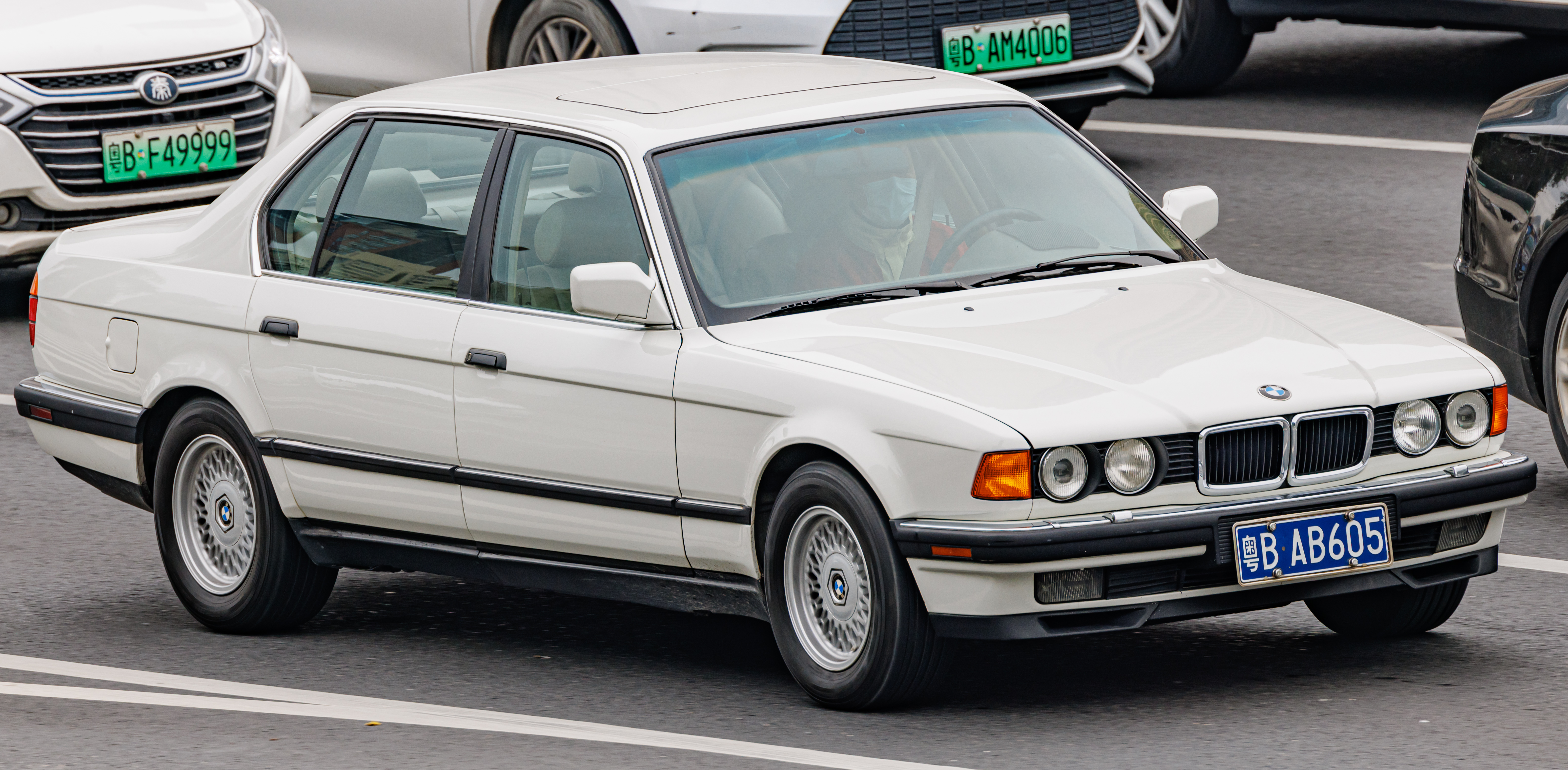
BMW E32
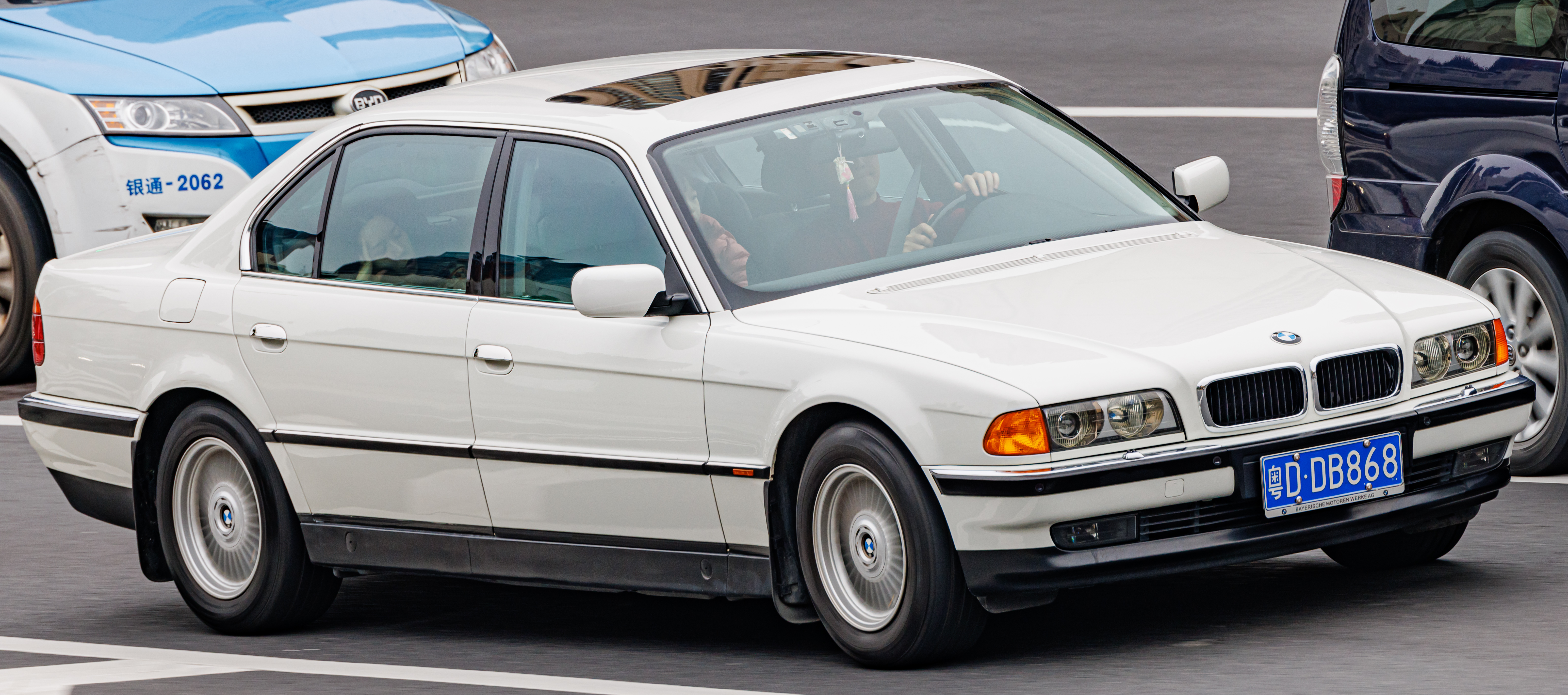
BMW E38
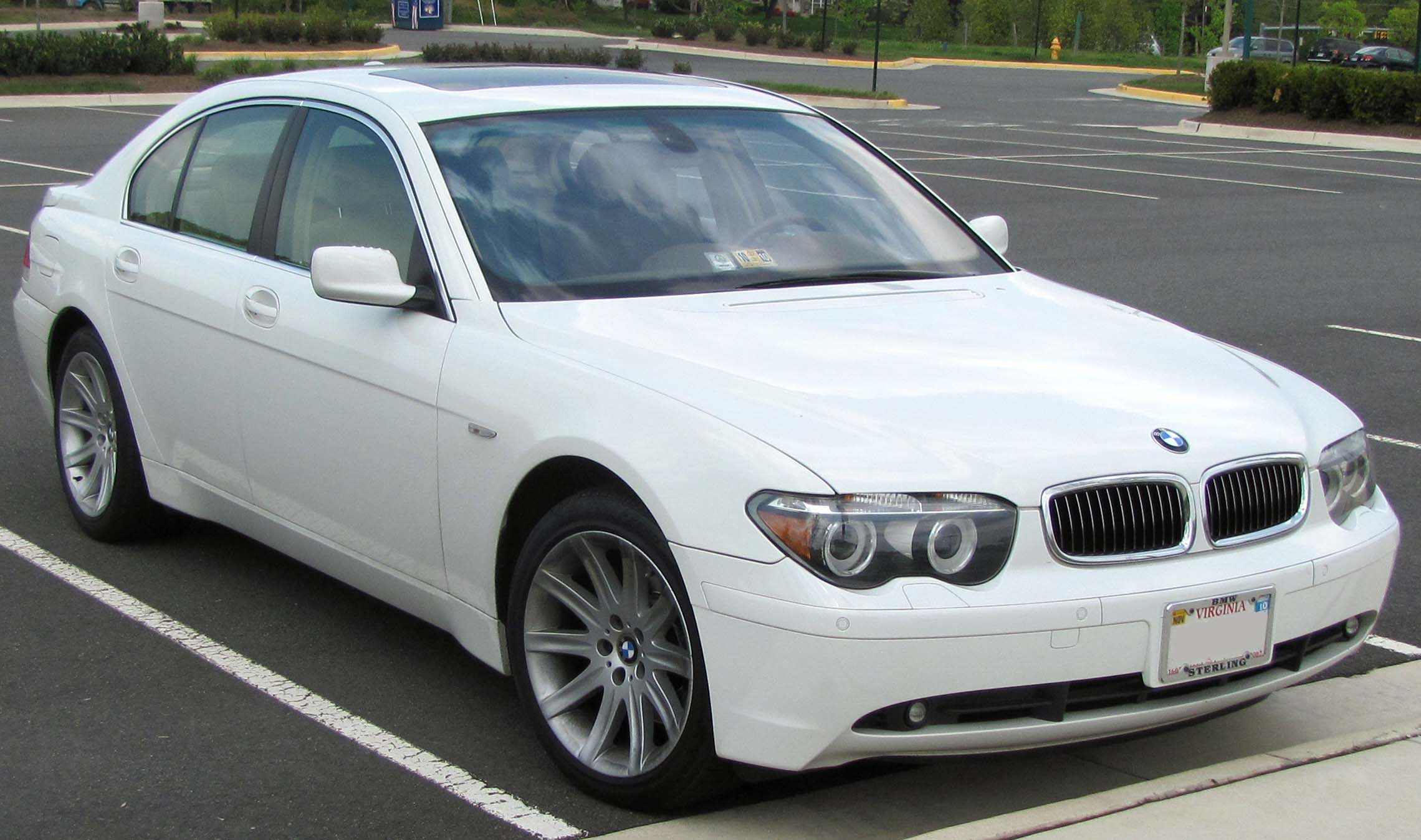
BMW E65
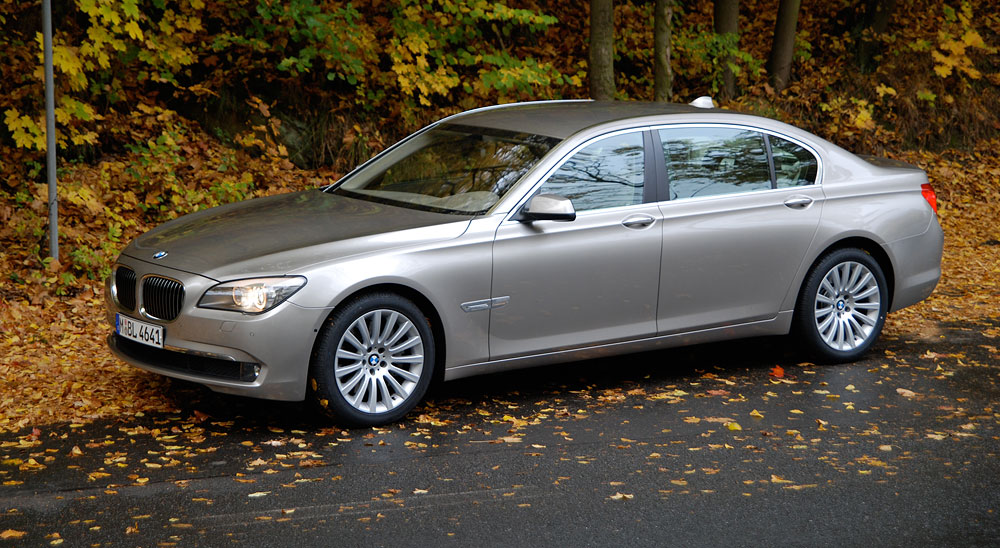
BMW F01
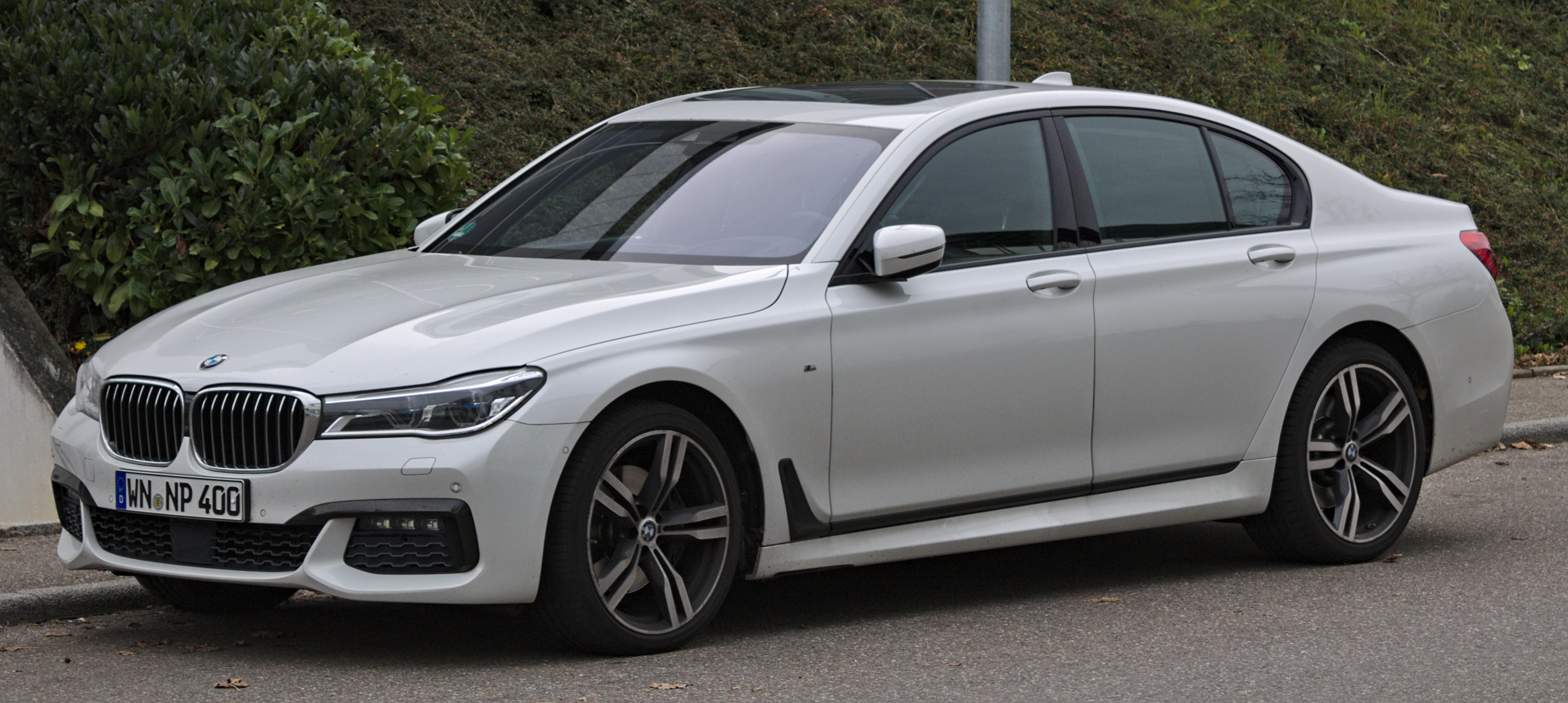
BMW G11
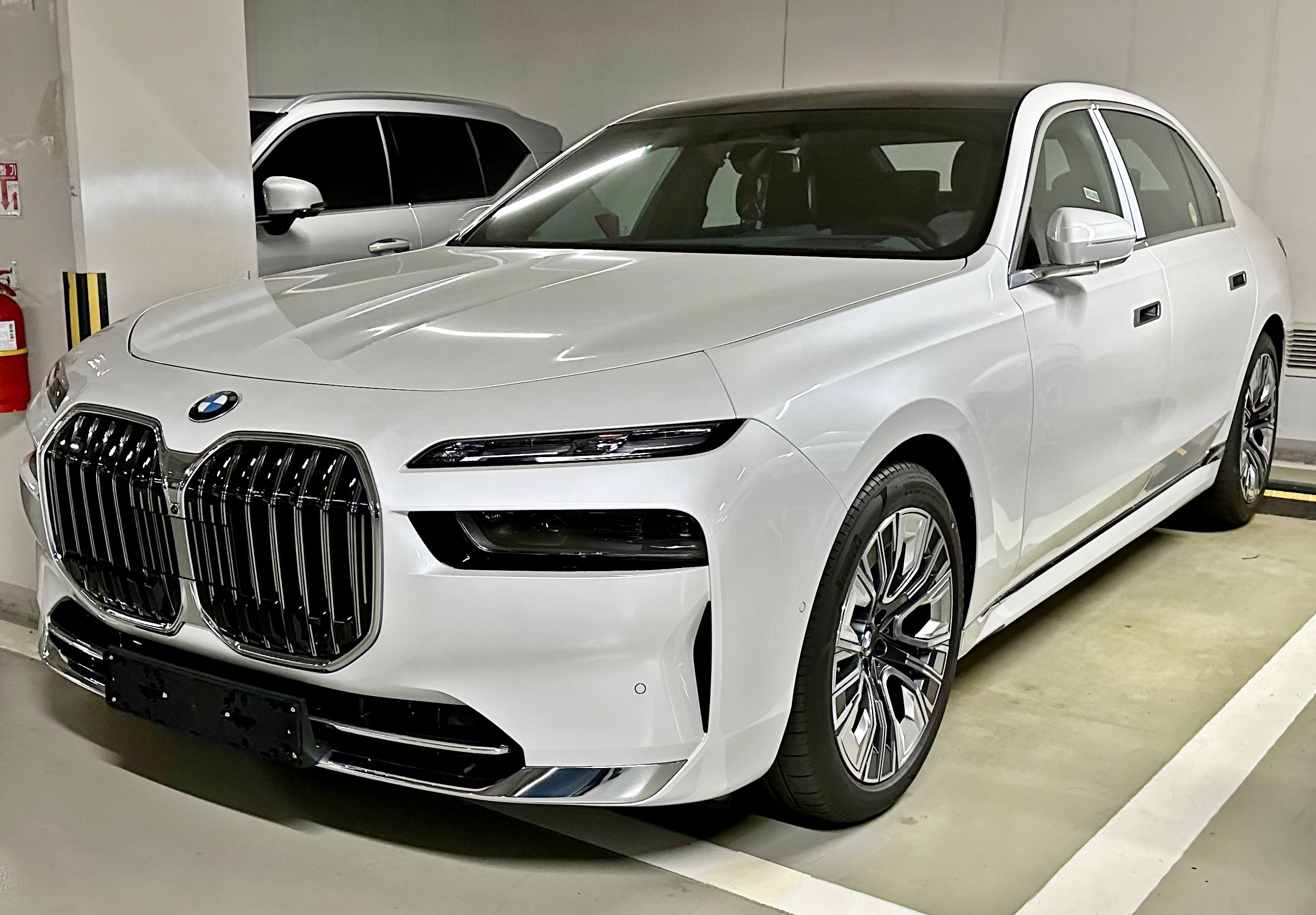
BMW G70